# Contea di Dorchester (Maryland)
La contea di Dorchester (in inglese: Dorchester County) è una contea dello Stato del Maryland, negli Stati Uniti. La popolazione al censimento del 2010 era di 32 618 abitanti. Il capoluogo di contea è Cambridge.
La contea è chiamata “The Heart of the Eastern Shore” ("Il cuore della costa est") perché si colloca al centro geografico della costa della penisola Delmarva e perché la forma della contea somiglia a un cuore.

## Geografia
La contea è una penisola pianeggiante e comprende anche le isole Barren, Bloodsworth, James e Hooper. A nord scorre il fiume Choptank, a sud-est il Nanticoke e a sud-ovest la contea è bagnata dalla baia di Chesapeake.

### Contee confinanti
- Contea di Talbot - nord
- Contea di Caroline - nord/nord-est
- Contea di Sussex (Delaware) - est
- Contea di Wicomico - est/sud-est
- Contea di Somerset - sud-est
- Contea di Saint Mary - sud-ovest
- Contea di Calvert - ovest

## Storia
La contea fu creata nel 1669 e fu chiamata così in onore di Edward Sackville, IV conte di Dorset.

## Comuni

### City
- Cambridge (capoluogo)

### Towns
- Brookview
- Church Creek
- East New Market
- Eldorado
- Galestown
- Hurlock
- Secretary
- Vienna